# Klaus Kaldemorgen
Klaus Kaldemorgen (* 14. September 1953 in Essen) ist ein deutscher Fondsmanager.

## Leben
Kaldemorgen studierte Volkswirtschaftslehre an der Johannes Gutenberg-Universität Mainz. Seit 1982 arbeitet er für die DWS Investment GmbH, zunächst als Rentenfonds-Manager, ab 1983 als Aktienfonds-Manager. Allgemein bekannt wurde er Ende der 1990er Jahre, als der von ihm 1994 übernommene (gegründet 1970) DWS Vermögensbildungsfonds I (WKN 847652) die Hausse gut nachvollzog. Außerdem managte er seit 1991 den ebenfalls traditionsreichen (gegründet 1961) DWS Akkumula (WKN 847402). Seit 2003 gehörte er der Geschäftsführung der DWS an, seit 2006 leitete er sie als deren Sprecher. Zum 1. Januar 2011 gab er dieses Amt auf eigenen Wunsch auf und arbeitet bei der DWS seitdem wieder als einfacher Fondsmanager. Am 2. Mai 2011 wurde der Investmentfonds Deutsche Concept Kaldemorgen (WKN DWSK00) aufgelegt. Seit dem 1. April 2013 werden DWS Vermögensbildungsfonds I und DWS Akkumula von André Köttner gemanagt.
2016 berichtete die Wirtschaftswoche, dass Kaldemorgen entgegen früheren Aussagen seinen Fonds Deutsche Concept Kaldemorgen noch weitere zwei Jahre betreuen werde. Der Fonds hatte über drei Jahre eine jährliche Performance von 5,5 Prozent erzielt. Anfang 2017 verwaltete der Fonds mehr als fünf Milliarden Euro.  Bis Ende September 2017 stieg das verwaltete Vermögen auf 7,4 Milliarden Euro.
Kaldemorgen hat zwei Kinder.